# 크립토스

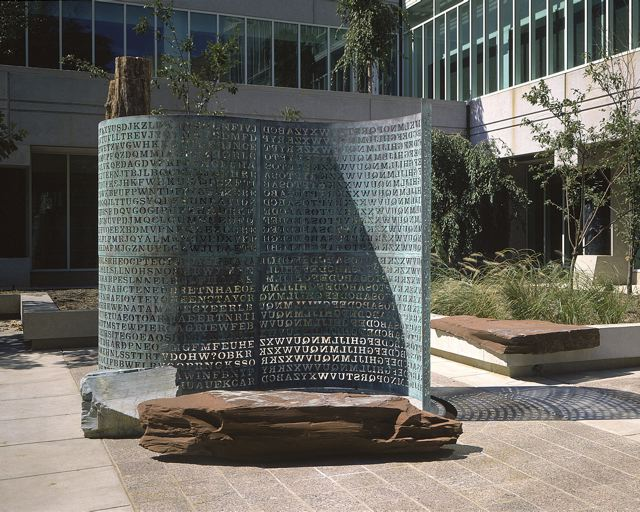
크립토스

크립토스(Kryptos)는 미국의 조각가 짐 샌본(Jim Sanborn)이 1990년 11월 3일에 미국 CIA(중앙정보국) 본부 신관 카페테리아 앞 마당에 설치한 동판 조각품이다. 크립토스는 그리스어로 '숨겨진'이라는 뜻을 담고 있다.

## 암호문
크립토스에는 암호문 869자(알파벳 865개, 물음표 4개)가 있다. 이 중 3개의 부분은 해독이 되었으나, 나머지 1개는 26년이 지난 지금까지 해독이 안 되었다. 한 쪽에는 암호문이 있고, 다른 한 쪽에는 867자로 이루어진 비제네르 암호표가 있다.
이 암호문에는 오타가 3군데가 있는데, 모두가 의도적인 오타다(예:ILLUSION→IQLUSION). 그리고 두 번째 부분의 마지막 중 샌본이 'X'를 누락시켜서 뜻이 완전히 바뀌어버린 것도 있다(원래는 WEST X LAYER TWO였는데 WEST ID BY ROW가 되어버림).
| EMUFPHZLRFAXYUSDJKZLDKRNSHGNFIVJ YQTQUXQBQVYUVLLTREVJYQTMKYRDMFD VFPJUDEEHZWETZYVGWHKKQETGFQJNCE GGWHKK?DQMCPFQZDQMMIAGPFXHQRLG TIMVMZJANQLVKQEDAGDVFRPJUNGEUNA QZGZLECGYUXUEENJTBJLBQCRTBJDFHRR YIZETKZEMVDUFKSJHKFWHKUWQLSZFTI HHDDDUVH?DWKBFUFPWNTDFIYCUQZERE EVLDKFEZMOQQJLTTUGSYQPFEUNLAVIDX FLGGTEZ?FKZBSFDQVGOGIPUFXHHDRKF FHQNTGPUAECNUVPDJMQCLQUMUNEDFQ ELZZVRRGKFFVOEEXBDMVPNFQXEZLGRE DNQFMPNZGLFLPMRJQYALMGNUVPDXVKP DQUMEBEDMHDAFMJGZNUPLGEWJLLAETG | ABCDEFGHIJKLMNOPQRSTUVWXYZABCD AKRYPTOSABCDEFGHIJLMNQUVWXZKRYP BRYPTOSABCDEFGHIJLMNQUVWXZKRYPT CYPTOSABCDEFGHIJLMNQUVWXZKRYPTO DPTOSABCDEFGHIJLMNQUVWXZKRYPTOS ETOSABCDEFGHIJLMNQUVWXZKRYPTOSA FOSABCDEFGHIJLMNQUVWXZKRYPTOSAB GSABCDEFGHIJLMNQUVWXZKRYPTOSABC HABCDEFGHIJLMNQUVWXZKRYPTOSABCD IBCDEFGHIJLMNQUVWXZKRYPTOSABCDE JCDEFGHIJLMNQUVWXZKRYPTOSABCDEF KDEFGHIJLMNQUVWXZKRYPTOSABCDEFG LEFGHIJLMNQUVWXZKRYPTOSABCDEFGH MFGHIJLMNQUVWXZKRYPTOSABCDEFGHI  |
| ENDYAHROHNLSRHEOCPTEOIBIDYSHNAIA CHTNREYULDSLLSLLNOHSNOSMRWXMNE TPRNGATIHNRARPESLNNELEBLPIIACAE WMTWNDITEENRAHCTENEUDRETNHAEOE TFOLSEDTIWENHAEIOYTEYQHEENCTAYCR EIFTBRSPAMHHEWENATAMATEGYEERLB TEEFOASFIOTUETUAEOTOARMAEERTNRTI BSEDDNIAAHTTMSTEWPIEROAGRIEWFEB AECTDDHILCEIHSITEGOEAOSDDRYDLORIT RKLMLEHAGTDHARDPNEOHMGFMFEUHE ECDMRIPFEIMEHNLSSTTRTVDOHW?OBKR UOXOGHULBSOLIFBBWFLRVQQPRNGKSSO TWTQSJQSSEKZZWATJKLUDIAWINFBNYP VTTMZFPKWGDKZXTJCDIGKUHUAUEKCAR  | NGHIJLMNQUVWXZKRYPTOSABCDEFGHIJL OHIJLMNQUVWXZKRYPTOSABCDEFGHIJL PIJLMNQUVWXZKRYPTOSABCDEFGHIJLM QJLMNQUVWXZKRYPTOSABCDEFGHIJLMN RLMNQUVWXZKRYPTOSABCDEFGHIJLMNQ SMNQUVWXZKRYPTOSABCDEFGHIJLMNQU TNQUVWXZKRYPTOSABCDEFGHIJLMNQUV UQUVWXZKRYPTOSABCDEFGHIJLMNQUVW VUVWXZKRYPTOSABCDEFGHIJLMNQUVWX WVWXZKRYPTOSABCDEFGHIJLMNQUVWXZ XWXZKRYPTOSABCDEFGHIJLMNQUVWXZK YXZKRYPTOSABCDEFGHIJLMNQUVWXZKR ZZKRYPTOSABCDEFGHIJLMNQUVWXZKRY ABCDEFGHIJKLMNOPQRSTUVWXYZABCD |

그리고 두 번째 부분 중 'WHO KNOWS THE EXACT LOCATION? ONLY WW'에서 'WW'는 CIA 국장인 윌리엄 웹스터(William Webster)를 일컫는다.
또한 짐 샌본은 2006년에 두 번째 부분 중 'WESTXIDBYROW'가 아니라 'WESTLAYERTWO'가 되어야 하고, 'X'를 누락시켰다고 자신의 실수를 인정하였다.

## 해독
이 암호문 중 3개의 부분은 1년이 지난 1992년 말에 NSA에 의해 해독이 되었다. 켄 밀러(Ken Miller), 데니스 맥대니얼(Dennis McDaniel), 그리고 익명의 2명에 의해 해독이 되었다. 그러나 1999년까지 공개를 하지 않았다. 그리고 1998년에 CIA(중앙정보국의 데이빗 스틴(David Stein)에 의해 해독이 되었으나, 1999년에 짐 길로글리(Jim Gillogly)가 컴퓨터를 이용해 해독을 하고 공개를 한 후에야 밝혀졌다. 위의 암호문을 해독하면 다음과 같다.
첫 번째 부분
암호 방식 : 비즈네르 암호
키워드 : Kryptos, Palimpsest
BETWEEN SUBTLE SHADING AND THE ABSENCE OF LIGHT LIES THE NUANCE OF IQLUSION
미묘한 음영과 빛의 부재 사이에 환상의 색조가 뉘이다.

이 중 'IQLUSION'은 'ILLUSION'의 의도적인 오타다.
두 번째 부분
암호 방식 : 비즈네르 암호
키워드 : Kryptos, Abscissa
IT WAS TOTALLY INVISIBLE HOWS THAT POSSIBLE ? THEY USED THE EARTHS MAGNETIC FIELD X THE INFORMATION WAS GATHERED AND TRANSMITTED UNDERGRUUND TO AN UNKNOWN LOCATION X DOES LANGLEY KNOW ABOUT THIS ? THEY SHOULD ITS BURIED OUT THERE SOMEWHERE X WHO KNOWS THE EXACT LOCATION ? ONLY WW THIS WAS HIS LAST MESSAGE X THIRTY EIGHT DEGREES FIFTY SEVEN MINUTES SIX POINT FIVE SECONDS NORTH SEVENTY SEVEN DEGREES EIGHT MINUTES FORTY FOUR SECONDS WEST X LAYER TWO
그건 완전 보이지 않았어 그게 어떻게 가능하지? 그들은 지구의 자기장을 이용했어 X 정보는 수집되어서 지하의 알 수 없는 곳으로 전송되었어 X 랭글리는 그것에 대해 알까? 그들은 그것을 어딘가에 묻어버려야 해 X 누가 정확한 위치를 알지? 오직 WW 이것은 그의 마지막 메시지 X 북위 삼십팔 도 오십칠 분 육 점 오 초 서경 칠십칠 도 팔 분 사십사 초 X 2층

여기서 누락이 된 'X' 때문에 2006년 4월 19일에 짐 샌본이 자신의 실수를 인정하여서 'WEST ID BY ROW'가 아닌 'WEST X LAYER TWO'가 되어야 한다고 하였다.
세 번째 부분
암호 방식 : 치환 암호
SLOWLY DESPARATLY SLOWLY THE REMAINS OF PASSAGE DEBRIS THAT ENCUMBERED THE LOWER PART OF THE DOORWAY WAS REMOVED WITH TREMBLING HANDS I MADE A TINY BREACH IN THE UPPER LEFT HAND CORNER AND THEN WIDENING THE HOLE A LITTLE I INSERTED THE CANDLE AND PEERED IN THE HOT AIR ESCAPING FROM THE CHAMBER CAUSED THE FLAME TO FLICKER BUT PRESENTLY DETAILS OF THE ROOM WITHIN EMERGED FROM THE MIST X CAN YOU SEE ANYTHING Q ?
천천히 절망적으로 천천히 떨리는 손으로 출입구 하부를 막고 있던 통로의 잔해를 치워 좌측 위에 작은 틈을 만든 뒤 약간 넓히고 촛불을 넣었다 방에서 빠져나오는 뜨거운 공기속에서 유심히 지켜보자 불이 깜빡거렸지만 머지 않아 안개속에서 방의 윤곽이 나타나기 시작했다 X 뭐가 보이나요 Q?

이 부분은 1922년 11월 26일 하워드 카터가 투탕카멘의 무덤을 발굴했을 때의 모습을 카터가 1923년에 쓴 '투탕카멘의 무덤'이라는 저서에서 나오는 부분이다. 또한 'UNDERGRUUND'는 'UNDERGROUND'의 오타다.
네 번째 부분
아직까지는 해독이 되지 않았다. 그러나, 짐 샌본이 'NYVPTT'가 'BERLIN'이라고 힌트를 주었다. 이 부분의 제목은 '베를린 시계(독일어: Mengenlehreuhr, 영어: Set Theory Clock)'이다.

## 같이 보기
- 보이니치 필사본